# Resolució 519 del Consell de Seguretat de les Nacions Unides
La Resolució 519 del Consell de Seguretat de les Nacions Unides, aprovada el 17 d'agost de 1982, després de recordar les resolucions anteriors sobre el tema i estudiar l'informe del Secretari General de les Nacions Unides sobre la Força Provisional de les Nacions Unides al Líban (UNIFIL), el Consell va assenyalar que la situació entre Israel i el Líban justificava una pròrroga de la UNIFIL, fins al 19 d'octubre de 1982.
A continuació, el Consell va autoritzar a la UNIFIL a dur a terme tasques humanitàries, a més del seu mandat habitual, i va recolzar al Secretari General i als observadors de l'Organisme de les Nacions Unides per la Vigilància de la Treva en el seu paper.
La resolució va ser aprovada per 13 vots contra cap, mentre que la República Popular de Polònia i Unió Soviètica es van abstenir de votar.